# W stronę słońca (singel)
W stronę słońca – singel Eweliny Lisowskiej, wydany 13 grudnia 2012 przez wytwórnię HQT Music Group w dystrybucji Universal Music Polska, promujący jej debiutancki album studyjny Aero-Plan. Autorami utworu są Gabriella Jelena Jangfeldt, Simon Triebel, Mathias Venge i Sharon Vaughn.
Przebój znalazł się na 1. miejscu listy AirPlay, najczęściej odtwarzanych utworów w polskich rozgłośniach radiowych. Utwór został odsłuchany w serwisie YouTube ponad dwa miliony razy w ciągu tygodnia, dzięki czemu znalazł się na liście najchętniej odtwarzanych materiałów muzycznych na świecie.
3 sierpnia 2013 podczas gali Eska Music Awards 2013 został nagrodzony w kategorii Najlepszy hit. W grudniu 2013 utwór zajął 6. miejsce w głosowaniu słuchaczy na przebój roku radia RMF FM. 30 maja 2014 uzyskał wyróżnienie Cyfrowej Piosenki Roku, przyznane podczas koncertu „Królowie sieci” w ramach TOPtrendy 2014 przez ZPAV za zajęcie 2. miejsca pod względem największej liczby sprzedanych singli w postaci cyfrowej w 2013.

## Lista utworów
- Digital download[1]

1. „W stronę słońca” – 3:08

## Notowania

### Pozycje na listach airplay
| Kraj   | Lista (2012/2013) | Najwyższa pozycja |
| ------ | ----------------- | ----------------- |
| Polska | AirPlay – Top     | 1                 |
| Polska | AirPlay – Nowości | 4                 |
| Polska | AirPlay – TV      | 1                 |

### Pozycje na radiowych listach przebojów
| Kraj   | Lista (2012/2013)       | Najwyższa pozycja |
| ------ | ----------------------- | ----------------- |
| Polska | Radio Eska (Gorąca 20)  | 1                 |
| Polska | Radio Szczecin (SLiP)   | 1                 |
| Polska | RMF FM (POPLista)       | 1                 |
| Polska | RMF Maxxx (Hop Bęc)     | 1                 |
| Polska | Wietrzne Radio (Top 15) | 2                 |